# Quello che non vuoi sapere
Quello che non vuoi sapere è il romanzo d'esordio della scrittrice statunitense Jessica Treadway, edito nel 2015.

## Trama
Everton, Stati Uniti. La vita di Hanna è stata distrutta da una tragedia consumatasi dentro la sua famiglia. Durante il fine settimana del Thanksgiving di tre anni prima Rud Petty, il fidanzato della figlia Dawn, ha ucciso suo marito Joe e sfigurato lei con una mazza da cricket. Hanna sperava di aver ottenuto giustizia, ma Rud ha ottenuto la revisione del processo perché sono emersi dettagli che coinvolgerebbero direttamente sua figlia Dawn.
Hanna è quindi costretta a fare i conti con un passato che sperava di essersi lasciata alle spalle. Hanna e Joe si sono conosciuti all'università e hanno deciso di sposarsi, mettendo al mondo due figlie: Iris e Dawn. Mentre Iris è cresciuta bella e sicura di sé, Dawn non ha ereditato la sua avvenenza ed è cresciuta all'ombra della sorella più popolare. Come se non bastasse, a Dawn è stato diagnosticata un'ambliopia, comunemente chiamata "occhio pigro", che ha contribuito a farla sentire ancora più diversa. Le cose sono cambiate al college, quando Dawn si è innamorata dell'avvenente Rud Petty, assistente veterinario più grande di lei. Dawn ha presentato Rud alla famiglia in occasione del matrimonio di Iris, riuscendo per la prima volta a oscurare la sorella maggiore grazie al fascino e ai modi gentili del giovane. Mentre Hanna ha accolto con favore l'educazione e il garbo di Rud, Joe ha invece sospettato sin dall'inizio che il giovane nascondesse qualcosa. Segnali che la madre non è stata in grado di cogliere e hanno portato alla tragedia del Ringraziamento.
Immediatamente dopo la revisione del processo Dawn, che nel frattempo si è trasferita a Santa Fe, chiede alla madre di tornare a casa per poterle stare vicina in questi giorni difficili. Hanna accetta con entusiasmo, lieta di ricreare il rapporto intimo di un tempo con la figlia, ma questa nuova convivenza farà finalmente aprire gli occhi alla donna su Dawn. Perché ogni madre spesso preferisce credere a verità di comodo piuttosto che sapere chi sono e cosa sono capaci di fare i figli.

## Edizioni
- Jessica Treadway, Quello che non vuoi sapere, 1ª ed., Mondadori, 2017,  p. 297, ISBN 978-88-046-7546-4.